# 黃敬璣
黃敬璣（？—？）。山東濟寧州人，清初官員。

## 生平
黃敬璣於清順治四年（1647年）中式丁亥科呂宮榜三甲進士。官雲南道監察御史。